# Gabriele Reuter

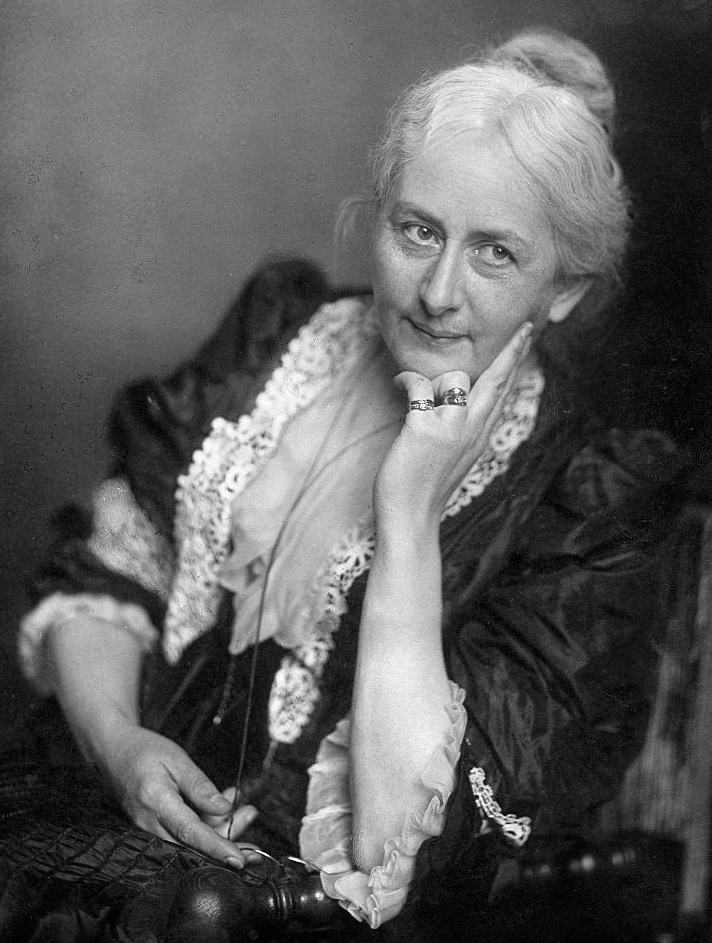
Gabriele Reuter 1907.

Gabriele Reuter, född den 8 februari 1859 i Alexandria, död den 16 november 1941 i Weimar, var en tysk författare. Hon var barnbarns barnbarn till Philippine Engelhard.

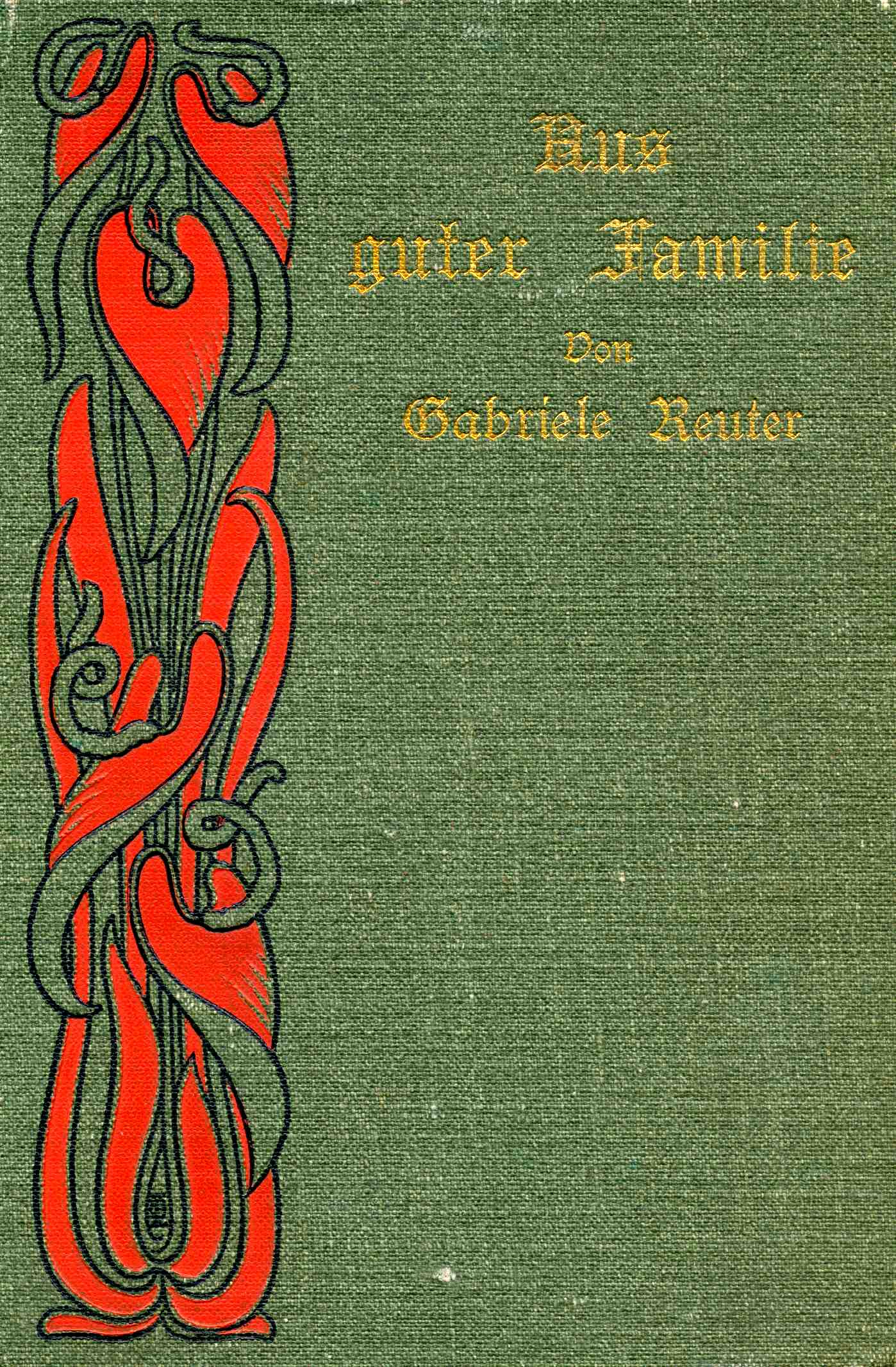
Genombrottsromanen Aus guter Familie från 1896.

Gabriele Reuter föddes i Egypten, men växte upp i Tyskland och var länge bosatt i Berlin. Hennes äldsta arbeten (Glück und Geld, 1888, Episode Hopkins. Zu spät, 1889, Kolonistenvolk, 1891 med flera) gick i tämligen vanlig förströelsestil, men med Aus guter Familie (1896; 22:a upplagan 1913) skapade hon en modern problemroman, vars betydelsefulla motiv i hennes klara och tendentiösa framställning kom att bli föremål för mycken diskussion. Det gällde medelklassflickan av god familj, och författarinnan skildrade schematiskt, hur denna hämmas i sin utveckling och i olyckliga fall går under till följd av trångsint föräldraegoism och bristen på sundhet och frihet. Gabriele Reuters novellsamlingar Lebenskünstler (1896), Frauenseelen (1901), Wunderliche Liebe (1905) och Sanfte Herzen (1910), romanerna Frau Bürgelin und ihre Söhne (1899), Ellen von der Weiden (1900), Liselotte von Reckling (1903), Gunhild Kersten (1904), Der Amerikaner (1907), Das Tränenhaus (12:e upplagan 1909) och Frühlingstaumel (1911) visar hennes insikt i medelklassens kvinnoförhållanden och mod att strida för deras förbättring. Bland senare verk märks romanerna Ins neue Land (1916), Die Jugend eines Idealisten (1917), Die Herrin (1918), Grossstadtmädel (1920), Benedikta (1923) och den självbiografiska Vom Kinde zum Menschen (1922). Hon skildrade även författarinnorna Marie von Ebner-Eschenbach och Annette von Droste-Hülshoff (1904) samt författade Die Probleme der Ehe (1907) och Liebe und Stimmrecht (1914). "Efter många år" översattes till svenska 1919. 